# شمعي الجناح بوهيمي

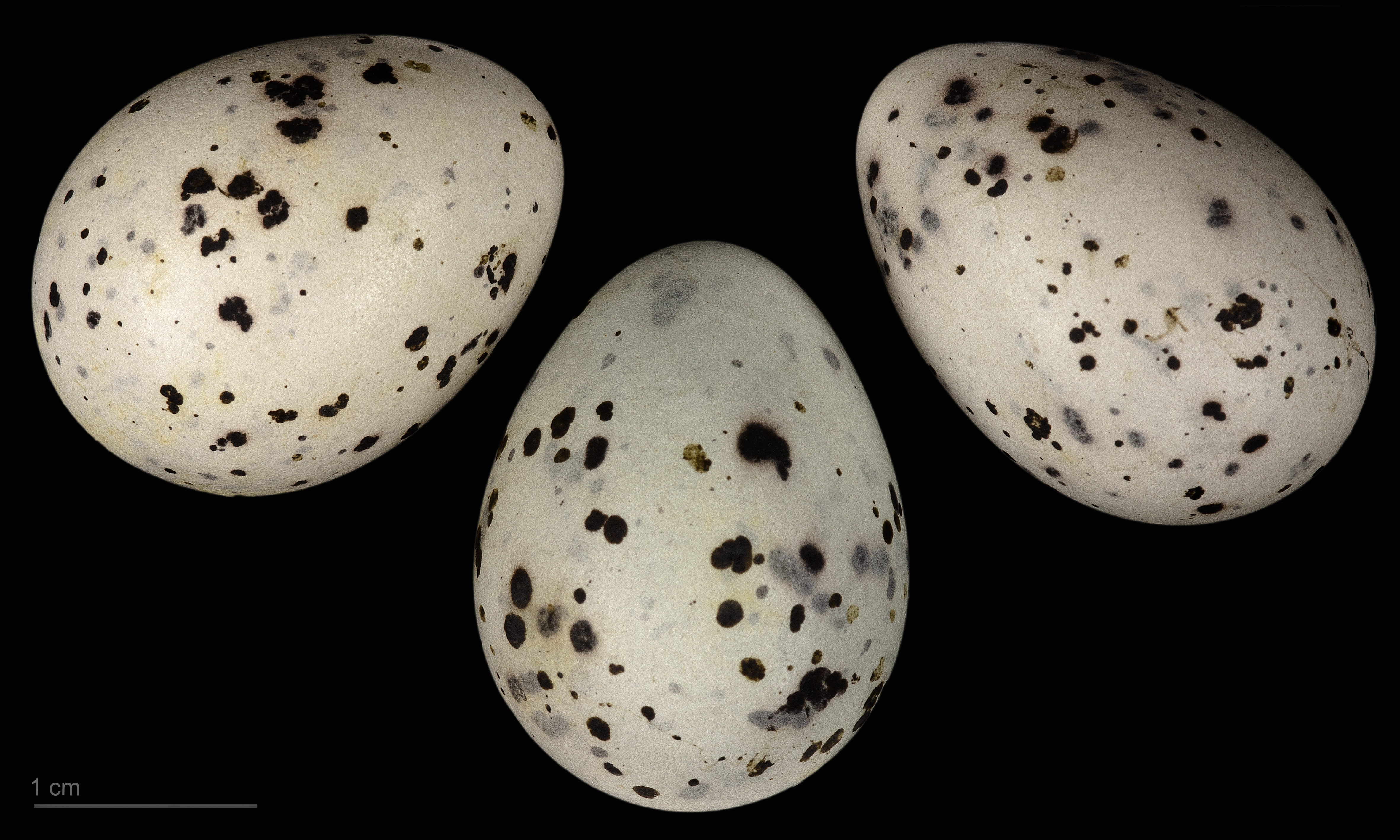
بيض الصخاد الأوربي

الصَّخَّاد الأوروبي أو شمعي الجناح (Bombycilla garrulus) هو طائر بحجم الزرزور من جنس شمعي الجناح ورتبة الجواثم يعشش ويتكاثر في أوراسيا وأمريكا الشمالية.